# 克雷格·阿爾科克
克雷格·阿爾科克（英語：Craig Alcock；1987年12月8日—）是一位愛爾蘭足球運動員。在場上的位置是後衛。他現在效力於英格蘭足球甲級聯賽球隊謝菲爾德聯足球俱樂部。

## 外部連結
- 足球数据库：克雷格·阿爾科克的球员统计数据